# Selles-Saint-Denis
Selles-Saint-Denis là một xã thuộc tỉnh Loir-et-Cher trong vùng Centre-Val de Loire miền trung nước Pháp.